# Ceramiales
Céramiales
Ordre
Taxons de rang inférieur
- Voir le texte

Les Ceramiales (ou Céramiales) sont un ordre d'algues rouges de la sous-classe des Rhodymeniophycidae, dans la classe des Florideophyceae. 

## Liste des familles
Selon AlgaeBase (6 mai 2012) et World Register of Marine Species (6 mai 2012) :
- famille des Callithamniaceae Kützing
- famille des Ceramiaceae Dumortier
- famille des Dasyaceae Kützing
- famille des Delesseriaceae Bory de Saint-Vincent
- famille des Inkyuleeaceae H.-G.Choi, Kraft, H.-S.Kim, Guiry & G.W.Saunders
- famille des Rhodomelaceae Areschoug
- famille des Sarcomeniaceae Womersley
- famille des Spyridiaceae J.Agardh
- famille des Wrangeliaceae J.Agardh

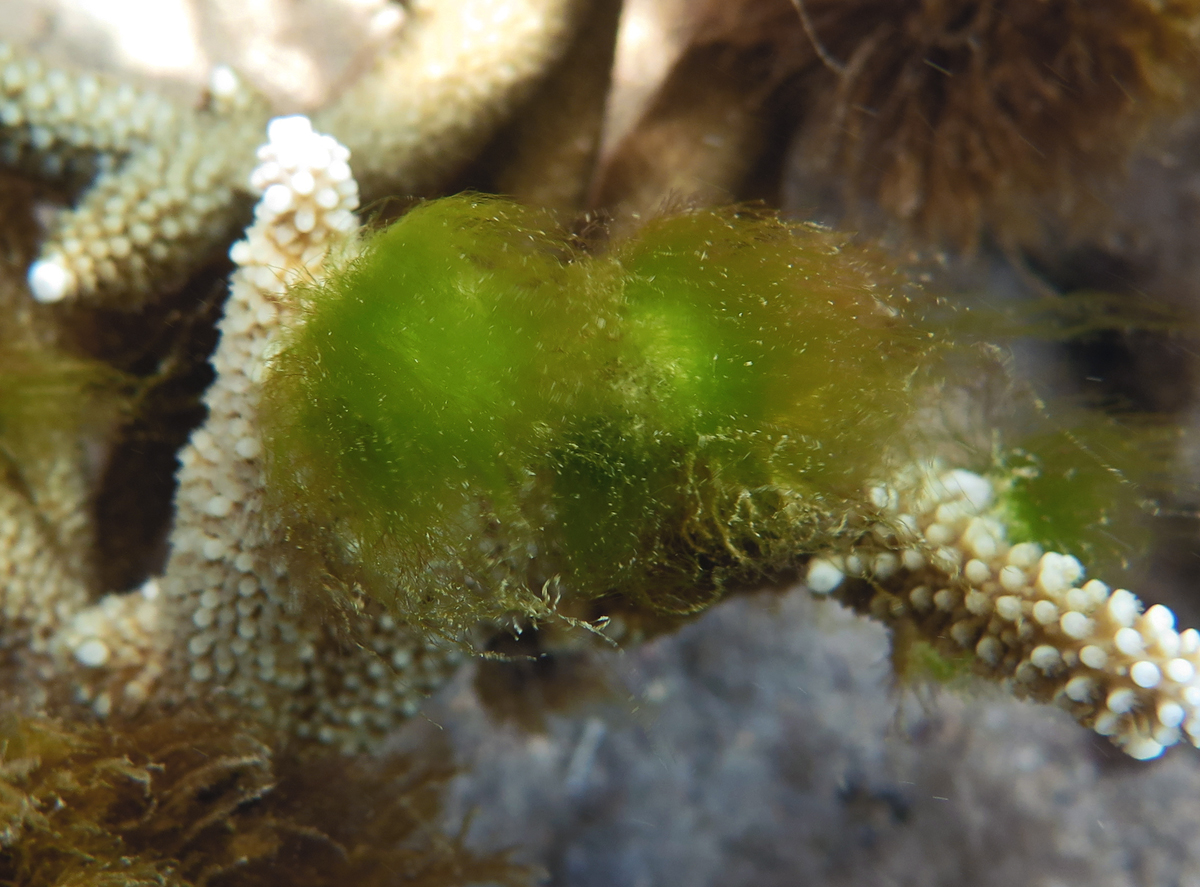
Stade initial d'un gazon à Ceramiales, à la Réunion.

- Ceramiales incertae sedis

Selon Catalogue of Life (6 mai 2012) :
- famille des Ceramiaceae
- famille des Dasyaceae
- famille des Delesseriaceae
- famille des Rhodomelaceae
- famille des Sarcomeniaceae

Selon ITIS (6 mai 2012) :
- famille des Ceramiaceae
- famille des Choreocolacaceae
- famille des Dasyaceae
- famille des Delesseriaceae
- famille des Rhodomelaceae

Selon NCBI (6 mai 2012) :
- famille des Ceramiaceae
- famille des Dasyaceae
- famille des Delesseriaceae
- famille des Rhodomelaceae
- famille des Sarcomeniaceae
- famille des Wrangeliaceae